# Pont de Bow
Le pont de Bow est un pont de pierre du XVe siècle, situé sur le territoire de la commune britannique de Barrow-in-Furness en Cumbria, au nord-ouest de l’Angleterre. Il est répertorié par l’English Heritage comme bâtiment de 2e grade.

## Description
Le pont se situe dans le bois d’Ennis (Ennis Wood), à 400 mètres au sud de l’abbaye de Furness ; il enjambe le ruisseau de Mill Beck, sur un sol rocheux. Il mesure 3,2 mètres de large pour 13 mètres de long, et possède trois arches semi-circulaires qui enjambent 2,1 mètres chacune ; le ruisseau coule à 1,1 mètre de l’intrados et à 1,6 mètre sous le niveau de la route.
La maçonnerie se compose d’appareillages réguliers de pierres taillées au marteau ou de moellons grossiers. Les sommiers centraux reprennent les forces en compressions des deux arches sur des piles de seulement deux appareillages de haut, et de 70 centimètres de large (10 centimètres de plus que les sommiers, de chaque côté).
Le pont est bien conservé ; cependant, l’arche ouest a perdu ses voussoirs du côté nord, et le parapet a été détruit, même s’il reste les traces d’un bandeau moulé juste en dessous.

## Historique
Le pont a été certainement construit dans la dernière décennie du XVe siècle par les moines de l’abbaye de Furness voisine, pour accéder à un nouveau moulin à eau dépendant de l’abbaye, en amont sur la rive nord-ouest du ruisseau ; on en trouve encore des traces, à côté d'un remblai de chemin de fer.
L’une des piles du pont est signée d’un maçon de l’abbaye du XIVe siècle, mais il s’agit probablement d’une réutilisation de matériau, peut-être d’une pierre tirée de l’abbaye elle-même ; c’est en effet une marque que l’on y trouve fréquemment, surtout dans la maison du chapitre.
Après la dissolution des monastères, le moulin est tombé en désuétude, et le pont n’a vu que peu de passage. Il est répertorié par l’English Heritage comme bâtiment de 2e grade depuis 1993, mais a été répertorié dès 1949.

## Sources
1. 1 2  (en) page sur le site de l’English Heritage.
2. 1 2 3  (en) page sur britainexpress.com.
3. 1 2 3 4  (en) pdf décrivant le monument.